# Rib Hillis
Robert Duane „Rib“ Hillis (* 21. November 1970 in Suffern, Rockland County, New York) ist ein US-amerikanischer Schauspieler, Model und Filmproduzent. Er begann seine Schauspielkarriere in den 1990er Jahren und war überwiegend als Darsteller in verschiedenen US-amerikanischen Fernsehserien zu sehen. Ab der Jahrtausendwende spielte er überwiegend in Spielfilmen für die Kino- und Fernsehproduktion mit. Seit 2012 ist er zusätzlich als assistierender Filmproduzent tätig.

## Leben
Hillis ist der Sohn eines Veterinärmediziners. Gemeinsam mit zwei Schwestern und einem Bruder wuchs er in Newton, Massachusetts auf. Dort besuchte er die ortsansässige Newton South High School. Später besuchte er die University of Colorado Boulder, wo er als Model entdeckt wurde. In erster Ehe war Hillis von 2000 bis 2008 mit Melissa Blackler verheiratet. Die beiden sind Eltern zweier gemeinsamer Kinder. Vom 17. August 2012 bis zum 3. Dezember 2022 war er mit Elena Grinenko verheiratet. Seit dem 11. Mai 2023 ist er mit der US-amerikanischen Schauspielerin Jessica Morris verheiratet. Er begann seine Karriere als Model für überwiegend Kunden aus der Modeindustrie. Später zog er nach Los Angeles, um sich seiner Schauspielkarriere zu widmen. Er startete in den 1990er Jahren als Darsteller in Fernsehserien, wechselte später allerdings ins Filmgeschäft.
Von 1997 bis 1998 bzw. 1999 spielte er den Fernsehserien General Hospital und Port Charles in über 123 Episoden die Rolle des Dr. Jake Marshak. Es folgten Episodenrollen in namhaften Fernsehserien und Sitcoms wie Clueless – Die Chaos-Clique, Baywatch – Die Rettungsschwimmer von Malibu, Angel – Jäger der Finsternis, CSI: Vegas, Alles Betty!, CSI: Miami oder Two and a Half Men. 2010 war er im B-Movie Dinocroc vs. Supergator zu sehen. Es sollten immer wieder Besetzungen in sogenannten Trashfilmen folgen wie 2012 in Piranhaconda, Sharktopus vs. Pteracuda – Kampf der Urzeitgiganten aus dem Jahr 2014 oder Cowboys vs. Dinosaurs aus 2015. 2019 war er in dem Kinofilm Running with the Devil in einer Nebenrolle an der Seite von Nicolas Cage und Laurence Fishburne zu sehen. Zuletzt war er 2020 in dem Fernsehfilm The Wrong Housesitter und dem Kurzfilm iWalk Boxing zu sehen.

## Filmografie

### Schauspieler
- 1996: Baywatch Nights (Fernsehserie, Episode 2x05)
- 1997–1998: General Hospital (Fernsehserie)
- 1997–1999: Port Charles (Fernsehserie, 123 Episoden)
- 1998: Clueless – Die Chaos-Clique (Clueless) (Fernsehserie, Episode 3x03)
- 1999: Baywatch – Die Rettungsschwimmer von Malibu (Baywatch) (Fernsehserie, 2 Episoden)
- 1999: Angel – Jäger der Finsternis (Angel) (Fernsehserie, Episode 1x07)
- 2000: Bull (Fernsehserie, 2 Episoden)
- 2001: Der Pechvogel (According to Spencer)
- 2001–2002: Son of the Beach (Fernsehserie, 2 Episoden)
- 2003: CSI: Vegas (Fernsehserie, Episode 3x15)
- 2004: Eve (Fernsehserie, Episode 1x20)
- 2005: Empathy
- 2006: Alles Betty! (Ugly Betty) (Fernsehserie, Episode 1x07)
- 2007: CSI: Miami (Fernsehserie, Episode 5x22)
- 2007: Propiedad ajena
- 2008: Two and a Half Men (Fernsehserie, Episode 5x19)
- 2008: Taos
- 2010: Dinocroc vs. Supergator (Fernsehfilm)
- 2011: The Revivals (Kurzfilm)
- 2011: Painting in the Rain
- 2012: Abeo Pharisee
- 2012: Groom’s Cake (Kurzfilm)
- 2012: Life’s a Beach
- 2012: Melissa & Joey (Fernsehserie, Episode 2x04)
- 2012: Piranhaconda (Fernsehfilm)
- 2012: The Bay (Fernsehserie, 2 Episoden)
- 2012: Sorority Party Massacre
- 2013: Paranormal Incident 2 (616: Paranormal Incident)
- 2013: Birthday Cake
- 2013: Fencer (Kurzfilm)
- 2014: Haunting of the Innocent
- 2014: Modern Family (Fernsehserie, Episode 5x15)
- 2014: Sharktopus vs. Pteracuda – Kampf der Urzeitgiganten (Sharktopus vs. Pteracuda) (Fernsehfilm)
- 2015: Cowboys vs. Dinosaurs (Fernsehfilm)
- 2016: Timber – Ein echter Schatz (Timber the Treasure Dog) (Fernsehfilm)
- 2016: A Doggone Christmas
- 2017: Shockwave
- 2017: A Christmas Cruise (Fernsehfilm)
- 2017: The Wrong Man (Fernsehfilm)
- 2018: 3 F*cks Given (Kurzfilm)
- 2018: The Wrong Friend
- 2018: Rusty Tulloch
- 2018: The Rookie (Fernsehserie, Episode 1x07)
- 2018: Do Not Be Deceived (Fernsehfilm)
- 2019: iWalk: The Best Helping Hands Are Your Own (Kurzfilm)
- 2019: The Wrong Boy Next Door (Fernsehfilm)
- 2019: Puppy Swap Love Unleashed
- 2019: Running with the Devil
- 2020: The Wrong Housesitter (Fernsehfilm)
- 2020: iWalk Boxing (Kurzfilm)
- 2021: Swim – Schwimm um dein Leben! (Swim)
- 2023: Riley

### Produzent
- 2012: Dancing with the Stars Pre-Party (Fernsehsendung, 2 Episoden)
- 2012: Groom’s Cake (Kurzfilm)
- 2012: Sorority Party Massacre
- 2013: Paranormal Incident 2
- 2013: Birthday Cake
- 2014: Haunting of the Innocent
- 2017: Shockwave
- 2017: 7th Annual Streamy Awards (Fernsehsendung)
- 2018: The HFPA Presents: Globes Red Carpet Live (Fernsehsendung)
- 2018: Billboard Music Awards Red Carpet Live (Fernsehsendung)
- 2018: 3 F*cks Given (Kurzfilm)
- 2018: 8th Annual Streamy Awards (Fernsehsendung)
- 2019: iWalk: The Best Helping Hands Are Your Own (Kurzfilm)
- 2020: iWalk Boxing (Kurzfilm)
- 2020: The Wrong Cheerleader Coach (Fernsehfilm)
- 2021: The Wrong Real Estate Agent (Fernsehfilm)
- 2021: The Wrong Mr. Right (Fernsehfilm)
- 2021: Deceived by My Mother-In-Law (Fernsehfilm)
- 2021: Mommy’s Deadly Con Artist (Fernsehfilm)
- 2021: Keeping Up with the Joneses (Miniserie, Episode 1x01)
- 2021: Psycho Storm Chaser (Fernsehfilm)
- 2021: Swim – Schwimm um dein Leben! (Swim)
- 2021: A Christmas Wish in Hudson (Fernsehfilm)
- 2022: A Date with Deception
- 2023: Sister Obsession